# Mískito
Mísquito (Mískitu, Mísquito, Mískito; Moskito, Mosquito), indijanski narod jezične porodice Misuluan, nastanjen u močvarnim džunglama Nikaragve i Hondurasa. Sastoje se od više srodnih plemena koja govore srodnim jezicima i dijalektima (miskitoan), viz.: Mam, Wangki ili Wanki, Baldam, Kabo, Tawira, Baymunana i Miskito. Populacija im iznosi najmanje oko 200,000, što je broj govornika miskito-jezika. a treba im pridodati i 100,000 ljudi koji govore jezikom miskito kreolski engleski. Ekonomija Miskita počiva na lovu, ribolovu, sakupljanju i agrikulturi, a posebno su poznati po tome što se bave lovom na kornjače Chelonia mydas, porodica Cheloniidae.

## Ime i porijeklo
Ime miskito nije u vezi s nazivom za moskito-komarce (mosquito), nego dolazi po imenu poglavice Miskuta, koga je slijedio jedan dio plemena. Ovi ljudi što su ga slijedili dobili su od autsajdera ime Miskut uplikanani, što su Sumo Indijanci pojednostavili u Miskitu. Drugi naziv Moskito, dobili su od Williama Dampiera, koji je vidio nekoliko pripadnika ovog plemena na obali Paname, tada nazivane Darien, gdje su bili u ribolovu ili lovu na kornjače.

## Lokalne skupine
Miskito se sastoje od nekoliko srodnih skupina naseljenih na obali Srednje Amerike poznatoj kao Mosquitia. Skupina Wanki živi oko Puerto Cabezasa, i govori posebnim dijalektom; skupine ili plemena Tawira, Baymunana i Cabo ili Kabo žive u selima u Nikaragvi. Peta skupina, Mam, ili Honduraški Miskiti, također govore posebnim dijalektom i jedini su Miskiti porijeklom iz Hondurasa.

## Kultura
Jedan od prvih opisa Miskito Indijanaca dao je William Dampier, britanski istraživač, pomorski kapetan i kartograf, koji već tada opaža veliki značaj kornjače u miskito-kulturi. Sandra Carolina Rojas također govori o velikom značaju koji je imao lov na kornjače kod Miskito Indijanaca, koje su nekoć bile veoma brojne na tom dijelui obale Srednje Amerike. Danas se ekonomija donekle izmijenila, pa tehnikama posijeci-i-spali bave uzgojem kasave, banana, plantain-banana, graha i drugog, na krčevinama u džungli. lov, ribolov i sakupljanje divljeg voća, također je i danas veoma značajno. Nietschmann (1973:299) opaža i životnu ovisnost o poznavanju navigacije i jedrenju na dori ili dory-kanuima s jedrima.

## Vanjske poveznice
- Miskitos of Honduras